# Ancystrocheira porphyrica
Ancystrocheira porphyrica är en fjärilsart som beskrevs av László Anthony Gozmány. Ancystrocheira porphyrica ingår i släktet Ancystrocheira och familjen äkta malar. Inga underarter finns listade i Catalogue of Life.